# L’Estocq (Adelsgeschlecht)

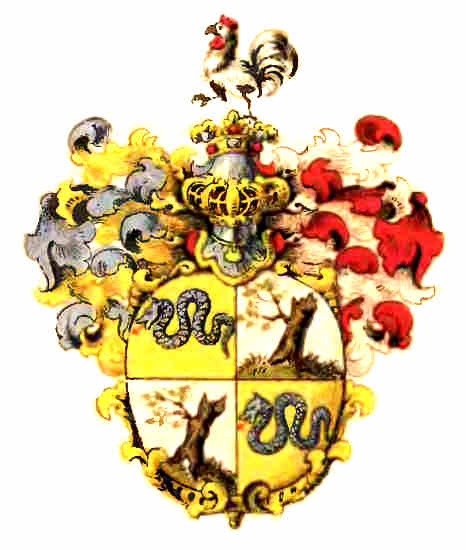
Wappen

Das Adelsgeschlecht der L’Estocq stammt aus Frankreich. Estoc ist das französische Wort für Panzerbrecher.

## Geschichte
Von Frankreich wanderten sie wegen ihres protestantischen Glaubens wie viele Hugenotten auch nach Deutschland aus. Erster in Deutschland lebender Familienangehöriger mit dem auch die Stammreihe beginnt, war Jean „Johann“ L’Estocq (1647–1732). Er wurde  in Vitry-le-François geboren, kam nach Hannover, war dort als Kurfürstlicher Braunschweig-Lüneburgischer Generalchirurg tätig und verstarb 1732. Von seinen Nachkommen gelangten zahlreiche Familienmitglieder in hohe preußischer Militärränge. Sein vierter kinderloser Sohn Johann Hermann „Armand“ L’Estocq (1692–1767) wurde am 27. April 1744 als Leibchirurg der russischen Kaiserin in den Reichsgrafenstand erhoben. 
Ein bürgerlicher Familienzweig bestand parallel über das 19. Jahrhundert hinweg und richtete einen L’Estocq-Stift ein. Die adelige Familie unterhielt vor 1883 eine von L’Estocq Familien-Stiftung mit dem Hauptmann Max von L’Estocq als Sekretär und Rendanten.
Die Adelsführung des Geschlechts wurde in Preußen seit 1744 ohne formale Adelsanerkennung nicht beanstandet. Diese wurde überflüssig, als der preußische General Anton Wilhelm von L’Estocq mit dem Orden vom Schwarzen Adler ausgezeichnet wurde, da diese Auszeichnung stets mit der Erhebung in den erblichen preußischer Adelsstand verbunden war.

## Grundbesitz
Als Militär-Familie konnten die L’Estocq`s einigen Grundbesitz ausweisen. Mitte des 19. Jahrhunderts waren dies u. a. Güter in Ostbrandenburg, wie Wusterwitz, Kreis Sorau; oder Keudelstein in Thüringen (Eichsfeld). Von der Familie des Oberst a. D. von L’Estocq. bewohnt wurde Schloss Loßlau, auch Loslau geschrieben. Das Gut dort war eine minderfreie Standesherrschaft. In der Oberlausitz waren sie Kirchenpatron der Gemeinde Ebersbach im Kreis Görlitz. Im schlesischen Raum war Frau von L’Estocq Gutsherrin und Patronin auf Matzdorf. Auf diesem Besitz saß dann eine Generation danach der General Anton von L’Estocq.

## Wappen
Geviertelt: 1 und 4 in Gold eine silberne Schlange, 2 und 3 in Silber ein natürlicher Baumstamm, aus dem 3 grüne Blätter wachsen; auf dem Helm mit blau-silbernen-rot-goldenen Decken ein roter Hahn. Devise: Dieu mon estoc.

## Bekannte Namensträger
- Anton von L’Estocq (1868–1932), preußischer Generalmajor[14]
- Anton Wilhelm von L’Estocq (1738–1815), preußischer General der Kavallerie, Propst vom Domstift Brandenburg, Ritter des Schwarzen Adlerordens
- Anton Wilhelm Karl von L’Estocq (1823–1913), preußischer Generalleutnant, Ritter des Ordens Pour le Mérite
- Johann Hermann von L’Estocq (1692–1767), kaiserlich russischer Wirklicher Geheimrat und Leibchirurg der Kaiserin Elisabeth
- Johann Ludwig L’Estocq (1712–1779), deutscher Jurist[15]
- Heinrich von L’Estocq (1756–1837), preußischer Generalmajor, Ritter des Ordens Pour le Mérite
- Jean von L’Estocq (1647–1732), Generalchirurg
- Karl Franz Philipp von L’Estocq (1759–1845), württembergischer Generalmajor
- Rudolf von L’Estocq (1862–1942), preußischer Generalleutnant